# Wonderful Copenhagen (organisation)
 For alternative betydninger, se Wonderful Copenhagen. (Se også artikler, som begynder med Wonderful Copenhagen)
Wonderful Copenhagen er en organisation, der har til formål at øge turismen og vinde kongresser til Region Hovedstaden. Wonderful Copenhagen er et samarbejdsorgan for turismens aktører i hovedstadsregionen og arbejder bl.a. med markedsføring, events og innovation.
Wonderful Copenhagen blev dannet som en erhvervsdrivende fond i 1992 af Københavns Kommune, Frederiksberg Kommune, Københavns Amt, Erhvervsministeriet, Danmarks Turistråd, Københavns Turistforening og Københavns City Center. Organisationen ledes af en bestyrelse. Adm. direktør er Søren Tegen Pedersen.
I 2015 omsatte Wonderful Copenhagen for ca. 165 mio. kr., hvoraf en del finansieres af Region Hovedstaden.
Wonderful Copenhagen var med til at arrangere Eurovision Song Contest 2014 i B&W Hallerne. Arrangementet førte til enorme budgetoverskridelser og betød, at den ansvarlige underdirektør, der var leder på projektet, fratådte sin stilling. Desuden gik bestyrelsesformanden Michael Metz Mørch også af som følge af kritikken af de voldsomme budgetoverskridelser. Mørch blev efterfulgt af Per Serup, som var fungerende formand, indtil Peter Højland overtog posten i august 2014.
Fra 2015 har Københavns Kommune overtaget turistinformationen i hovedstaden. Ifølge Kultur- og fritidsborgmester i Københavns Kommune, Carl Christian Ebbesen spiller rodet med Eurovision ind på beslutningen om at fratage organisationen denne opgave. I januar 2015 kom det frem at Bernhard Jørgensen trak sig som direktør for Wonderful Copenhagen som følge af Eurovision-skandalen. Han blev efterfulgt af Mikkel Aarø-Hansen, forhenværende international miljødirektør i Miljøministeriet, som tiltrådte i juni 2015.